# Serra (torrente)
Il torrente Serra è uno dei principali affluenti del fiume Nera, nel quale si getta presso Terni dopo circa 17,3 km di percorso.
Il Serra è il secondo fiume di Terni e da il nome alla città. “Interamna”, infatti, vuol dire “tra due fiumi”, ovvero Il Nera e il Serra.

## Descrizione
Difficile determinare la sorgente di questo corso d’acqua, in quanto raccoglie le acque di diversi fossi dell’alta Valle del Serra. Il Fosso della Piantata, che nasce nei pressi della Madonna di Panico, è uno dei principali tributari, insieme al Fosso Callano, che riceve stagionalmente le acque di altri fossi minori come il Fosso della Vigna, il quale risale fino a Castagna Cupa.
In questa parte della valle il torrente, ancora poco più di un ruscello, scorre in maniera più dolce circondato da campi a fieno e montagne boschive. Il Fosso di Porzano e, soprattutto il Fosso Mastaro, affluenti di destra, ne raddoppiano quasi la portata, rendendolo un “torrente” vero e proprio.
Quest’ultimo fosso è molto suggestivo e risale fino all’area di Titurano scavando le rocce calcaree in veri e propri canyon in miniatura; inoltre forma delle particolari cascate, rinominate personalmente come “Lu Zampu dellu Porcu” per una particolare forma di una parete rocciosa, nascoste e di difficile accesso, ma allo stesso tempo certamente spettacolari.
Il Torrente giunge nel cuore della Valserra e attraversa la frazione di Giuncano Scalo fino ad arrivare a quella di Poggio Lavarino. Altri importanti affluenti di questa area sono il Fosso di San Benedetto (che scende dal Monte Acetella), il Fosso di Purilli (che scende da Torre Maggiore), il Fosso delle Sore, d’Aiano, di Maielugo, di Carticina, di Pracchia, di Scarafossi.
Nella frazione di Poggio Lavarino il corso del torrente entra all’interno del Parco Valserra, area verde attrezzata immersa tra colline e montagne lussureggianti e molto frequentata dai Ternani per picnic o grigliate in compagnia. Qui il torrente diventa un vero e proprio punto di svago dove i bambini si divertono nell’acqua che scorre placida, eccetto al termine della stagione estiva.
Dopo Poggio Lavarino e in particolare dopo un abbandonato molino che costeggia il fiume, la valle si restringe e il percorso del Serra diventa più impervio e selvaggio. La vegetazione sempre più rigogliosa prende ormai il sopravvento fino a Rocca San Zenone. In quest’ultimo tratto di valle il Serra entra in una stretta gola dove gli appassionati possono frequentare il canyoning o torrentismo. La costruzione di una via ferrata nei primi anni 2000 ha favorito l’accesso a queste suggestive strettoie, dove il torrente numerose volte passa sotto i ponti della ferrovia Orte-Falconara e ci offre suggestivi scorci. Quasi all’abitato di Rocca San Zenone ci sono delle spettacolari cascate, comunemente chiamate “i Pisciarelli”, dove molti avventurosi si tuffano nelle fredde acque.
Dopo Rocca San Zenone il Torrente Serra entra gradualmente nella città di Terni, attraversando Vocabolo Trevi, Borgo Bovio e Sant’Agnese. La foce è nel Fiume Nera e si trova nei pressi di Via Campofregoso, nel centro di Terni. Il suo letto sassoso è asciutto soprattutto nella stagione secca, ma gli argini sono parecchio alti per fronteggiare le piene. Il principale affluente del Serra è il Torrente Tescino.